# Wholly Foreign Owned Enterprise

Une WFOE (Wholly Foreign Owned Enterprise), également connue sous le nom de WOFE, est un type d’entreprise de la République populaire de Chine destiné aux entrepreneurs ou investisseurs étrangers. La participation d’un investisseur chinois n’est pas nécessaire. Concernant sa forme juridique, il s’agit d’une entreprise à responsabilité limitée. La WFOE possède plusieurs avantages par rapport aux autres formes juridiques possibles pour les sociétés étrangères en Chine (bureau de représentation ou Joint-venture) : elle permet notamment de garder le contrôle sur les capitaux et la gestion de l’entreprise, de mener des activités commerciales et d’émettre des factures. La création de WFOE est très réglementée par les autorités chinoises, et exige l’obtention de diverses licences en fonction du secteur d’activité (pour la vente au détail, pour la vente en gros, licence pour l'alcool, licence pour la nourriture…).